# Operação (matemática)
Em matemática, uma operação é qualquer tipo de procedimento que é realizado sobre certa quantidade de elementos, e que obedece sempre a uma mesma lógica (regra). Conforme o número de termos necessários em uma operação, esta pode ser classificada como operação unária, operação binária, operação ternária e assim por diante.
Uma operação binária genérica normalmente é representada como:
que se lê: (xis asterisco ipsilon)
onde "*" é o operador binário, "X" e "Y" são os operandos (ou termos da operação), "X" é o primeiro termo e "Y" é o segundo termo.
Os dois exemplos de operações binárias mais clássicos são:
1. X + Y: "+" é o símbolo do operador adição, o resultado da operação é soma e os termos são as parcelas;
2. X . Y: "." é o símbolo do operador multiplicação, o resultado da operação é o produto de X por Y e os termos são os fatores.

## Propriedades de operações binárias
Algumas operações binárias possuem certas propriedades notáveis. Considerando * e # como duas operação binárias:
- Associatividade (A): Para qualquer X, Y e Z, (X * Y) * Z = X * (Y * Z);
- Comutatividade (C): Para qualquer X e Y, X * Y = Y * X;
- Elemento neutro (N): Existe um e tal que e * X = X para qualquer X;
- Elemento inverso (I): Existe um par (X, X') tal que X * X' = e, onde e é o elemento neutro. Veja por caso do inverso multiplicativo;
- Distributividade (D): Para qualquer X, Y e Z, X # (Y * Z) = (X # Y) * (X # Z).